# Ochotniczy Legion Flandryjski
Ochotniczy Legion Flandryjski (fl. Legion Flandern, niem. Freiwilligen-Legion Flandern) – kolaboracyjna formacja zbrojna złożona z Flamandów w służbie Niemiec podczas II wojny światowej.

## Historia
Po zajęciu Belgii przez Niemców flamandzkie organizacje faszystowskie i nacjonalistyczne, w tym głównie Flamandzki Związek Narodowy (Vlaams Nationaal Verbond) Gustave'a de Clerq'a, postanowiły rozpocząć rekrutację do niemieckiego wojska w celu walki z „zagrożeniem bolszewickim”. Jeszcze pod koniec 1940 r. i na początku 1941 r. powstały dwie pierwsze ochotnicze jednostki wojskowe złożone z belgijskich Flamandów – Pułk „Westland” i Pułk „Nordwest”, które weszły następnie w skład 5 Dywizji Pancernej SS „Wiking”. 
Jednakże wobec dużego napływu ochotników, którym Niemcy obiecywali zachowanie stopni i wysługi lat ze służby w armii belgijskiej, postanowiono z części kandydatów do Pułku „Nordwest” sformować ochotniczą jednostkę. Powstała ona w lipcu 1941 r. pod nazwą Flandryjski Legion Ochotniczy. Początkowo używano też nazw Verband Flandern, Landessverband Flandern czy Bataillon Flandern. Do Legionu byli przyjmowani mężczyźni w wieku od 17 do 40 lat z preferowaniem rezerwistów armii belgijskiej. Po krótkim przeszkoleniu zostali oni wysłani na dalsze szkolenie bojowe do Radomia, a następnie Dębicy (poligon Heidelager) na obszarze Generalnego Gubernatorstwa. 6 sierpnia do legionistów szkolących się w Radomiu dołączyło ponad 400 Flamandów, wywodzących się w większości z organizacji paramilitarnej VNV Dietsche Militie/Zwarte Brigade Reimonda Tollenaere. Pod koniec sierpnia liczebność Legionu osiągnęła 875 ludzi. 
Wobec nieprzestrzegania przez Niemców wcześniejszych obietnic rekrutacja do Legionu znacznie zmalała, niskie też było morale Flamandów szkolących się w Radomiu. W tej sytuacji przywódca Flamandzkiego Związku Narodowego i inicjator stworzenia Legionu, G. de Clercq, zwrócił się do Reichsführera SS Heinricha Himmlera z prośbą o interwencję i zażegnanie konfliktu. W rezultacie Niemcy zrealizowali obietnice wprowadzenia narodowej komendy i zachowania stopni z armii belgijskiej. Na poligonie SS Heidelager Legion został zreorganizowany do standardowej struktury batalionu piechoty w składzie trzech kompanii piechoty i jednej kompanii karabinów maszynowych. 
W listopadzie 1941 r. Legion liczący ponad 1100 ludzi został wysłany na front leningradzki i włączony do 2 Brygady Pancernej SS. Pierwszym dowódcą legionu był Rene Largov, który poległ pod Kopsami w styczniu 1942 r. W tej samej bitwie poległ także Reimond Tollenaere. Nowym dowódcą został SS-Sturmbannführer Michael Lippert z 5 DPanc. SS „Wiking”. W marcu Flamandowie uczestniczyli w kolejnej nieudanej próbie ataku na Leningrad, w czasie której został ranny M. Lippert, a jego miejsce zajął SS-Sturnbannfüfrer Konrad Schellong, także z 5 DPanc. SS „Wiking”. W czerwcu Legion odesłano z frontu na odpoczynek i uzupełnienie. Już w listopadzie powrócił w rejon Wołchowa, skąd na początku 1943 r. przerzucono go z powrotem pod Leningrad. Po krótkim odpoczynku w lutym Legion został skierowany pod Krasnyj Bor, gdzie powstrzymywał natarcie Armii Czerwonej. Walki były bardzo zacięte i krwawe; straty wyniosły ponad 1 tys. zabitych i rannych legionistów. Ocalałych 60 Flamandów niemieckie dowództwo w maju wycofało z frontu do Dębicy, gdzie jednostka została rozformowana. Większość legionistów weszła następnie w maju 1943 r. w skład Ochotniczej Brygady Szturmowej SS „Langemarck”.

## Umundurowanie
Żołnierze Legionu nosili niemieckie mundury Waffen-SS z opaską z napisem „Frw. Legion Flandern” nad lewym mankietem, tarczą z czarnym lwem na żółtym tle (godło Flandrii) oraz znakiem Trifos, czyli trójramienną swastyką wpisaną w okrąg, noszoną na prawej patce kołnierza zamiast runów Sig.